# Alfieriella rabinovitchi
Alfieriella rabinovitchi là một loài bọ cánh cứng trong họ Cryptophagidae. Loài này được Wittmer miêu tả khoa học năm 1935.